# SSV Köpenick-Oberspree
Der SSV Köpenick-Oberspree ist ein Sportverein aus Berlin. Der Verein geht aus dem im Jahr 1908 gegründeten SV
Markomania 08 Köpenick hervor. Heimstätte des Mehrspartenvereins ist das Käthe-Tucholla-Stadion.
Das Stadion im Bruno-Bürgel-Weg 99 bietet 2000 Plätze.
Neben Fußball bietet der Verein weitere Abteilungen an dazu gehören Kegeln, Angeln und Turnen.

## Verein (Fußball)
Der heutige SSV Köpenick-Oberspree wurde im Jahr 1908 als SV Markomania 08 Köpenick gegründet.
1934 entstand aus einer von den Nationalsozialisten erzwungenen Fusion der kleineren Köpenicker Vereine Markomania 1908 Köpenick, Waldfrieden 1927 Köpenick und Köpenicker SC 1920 der neue Großverein SV Köpenick 08. Der unterklassig spielende Verein wurde 1945 aufgelöst und im Rahmen der kommunalen Neuorganisation des Berliner Sports als SG Köpenick neu gegründet.
Bereits in der ersten Nachkriegssaison 1945/46 nahmen die Köpenicker am ersten Durchgang der neu gegründeten vier Staffeln umfassenden Berliner Stadtliga teil und konnten sich in ihrer Staffel als Drittplatzierter hinter dem SC Staaken und der SG Charlottenburg für die ab 1946/47 eingleisig durchgeführte höchste Berliner Spielklasse qualifizieren. Die nächsten zwei Spielzeiten konnte Köpenick die Liga halten, stieg aber in der Saison 1948/49 gemeinsam mit der SG Tiergarten, dem Spandauer SV und der SG Lichtenberg 47 in die Berliner Amateurliga ab. Ab 1949 spielte die bisherige SG kurzzeitig als SC Köpenick. In der letzten Gesamtberliner Amateurligasaison 1949/50 erreichte Köpenick den sechsten Platz und wurde daraufhin in die neu geschaffene DS-Liga eingegliedert.
In der Auftaktsaison der zweithöchsten Spielklasse der DDR war der in SSV Köpenick erneut umbenannte Verein chancenlos. Analog zum Stadtrivalen Concordia Wilhelmsruh konnten die Köpenicker gegen die neu gegründeten Betriebssportgemeinschaften finanziell nicht mithalten und mussten die Liga als abgeschlagener Tabellenletzter nach nur einer Saison wieder verlassen. In der Folgezeit standen wieder mehrere Umbenennungen an. 1954 in SG Köpenick, 1960 in Genossenschafts-SG Köpenick, sowie in den Jahren 1973 und 1980 in BSG Köpenick sowie BSG Mechanisierung Berlin-Köpenick. Auf sportlicher Ebene verschwand Köpenick in den Niederungen des Berliner Fußballs. Lediglich zwischen 1971 und 1973 spielte die BSG in der drittklassigen Bezirksliga Berlin.
Nach der 1989er Wende erfolgte die Neugründung unter dem alten Namen SSV Köpenick 08. Der Verein pendelte seitdem zwischen Bezirks- und Kreisliga.
Im Jahr 2001 musste der SSV Köpenick nach dem Wegfall seiner traditionellen Spielstätte Ernst-Grube-Stadion in Berlin-Spindlersfeld infolge des Neubaus der Spindlersfelder Straße in das vom SSV Oberspree seit 1951 genutzte Käthe-Tucholla-Stadion in Berlin-Niederschöneweide umziehen. 2004 fusionierte schließlich der SSV Köpenick mit dem Mai 1950 gegründeten SSV Oberspree (ehemals BSG Einheit Berlin Mitte) zum SSV Köpenick-Oberspree.
Nach dem Aufstieg 2007 spielte man bis zum Abstieg 2013 in der Landesliga Berlin.

## Statistik
- Stadtliga Berlin: 1945/46 bis 1948/49
- Teilnahme DDR-Liga: 1950/51
- Ewige Tabelle der DDR-Liga: Rang 190

| Saison  | Liga          | Tabellenplatz (Anzahl an Mannsch.) |
| ------- | ------------- | ---------------------------------- |
| 2003/04 | Kreisliga A   | 08 (16)                            |
| 2004/05 | Kreisliga A ▲ | 02 (16)                            |
| 2005/06 | Bezirksliga   | 06 (16)                            |
| 2006/07 | Bezirksliga ▲ | 03 (16)                            |
| 2007/08 | Landesliga    | 09 (16)                            |
| 2008/09 | Landesliga    | 08 (16)                            |
| 2009/10 | Landesliga    | 08 (16)                            |
| 2010/11 | Landesliga    | 12 (16)                            |
| 2011/12 | Landesliga    | 12 (16)                            |
| 2012/13 | Landesliga ▼  | 16 (16)                            |

| Saison  | Liga          | Tabellenplatz (Anzahl an Mannsch.) |
| ------- | ------------- | ---------------------------------- |
| 2013/14 | Bezirksliga ▼ | 14 (16)                            |
| 2014/15 | Kreisliga A   | 10 (16)                            |
| 2015/16 | Kreisliga A ▲ | 02 (15)                            |
| 2016/17 | Bezirksliga ▼ | 14 (15)                            |
| 2017/18 | Kreisliga A   | 06 (16)                            |
| 2018/19 | Kreisliga A ▲ | 03 (16)                            |
| 2019/20 | Bezirksliga   | 07 (16)                            |
| 2020/21 | Bezirksliga   | 04 (17)                            |
| 2021/22 | Bezirksliga   | 10 (16)                            |
| 2022/23 | Bezirksliga   | 014 (16)                           |